# Place du Châtelet
Place du Châtelet – plac miejski w Paryżu powstały w 1808 roku na rozkaz Napoleona I Bonaparte. Plac utworzono w miejscu zburzonego zamku Châtelet. Sąsiadują z nim dwa teatry: Théâtre du Châtelet oraz Théâtre de la Ville. Jego charakterystycznym elementem jest fontanna - Fontaine du Palmier, przedstawiająca symbole zwycięstw napoleońskich do roku 1808. W pobliżu placu znajduje się stacja metra Châtelet.